# Wolfgang Schmidt (Grafiker)
Wolfgang Schmidt (* 24. Juli 1929 in Fulda; † 8. März 1995 in Witzenhausen) war ein deutscher Grafikdesigner, Typograf, Lehrer und Vertreter der konkreten Kunst und visuellen Poesie. Er gilt als bedeutender Vertreter der Gebrauchsgrafik und künstlerischen Grafik in Deutschland nach dem Zweiten Weltkrieg und gehörte zur Kasseler Schule der Plakatkunst, Buch- und Zeitschriftengrafik.

## Leben und Wirken
Wolfgang Schmidt begann 1950 sein Studium an der Staatlichen Akademie der Bildenden Künste in Stuttgart bei Karl Rössing. 1952 zog er nach Kassel und studierte bis 1954 an der Staatlichen Werkakademie bei Hans Leistikow. In Kassel lebte er mit Hans Hillmann in „einer Art Wohngemeinschaft, in der jeder ein Dachzimmer für sich hatte.“ 1958 war er Art Director der Zeitschrift Mobilia in Kopenhagen. Ab 1959 arbeitete Schmidt als freischaffender Grafikdesigner zunächst in Frankfurt am Main, ab 1961 in Dreieichenhain im südhessischen Landkreis Offenbach. In dieser Zeit gründete sich auch NOVUM – Gesellschaft für Neue Grafik, ein loser Zusammenschluss von Gebrauchsgrafikern in Frankfurt. Gründungsmitglieder waren unter anderem Karl Oskar Blase, Fritz und Dorothea Fischer-Nosbisch, Hans Hillmann, Günther Kieser, Helmut Lortz und Hans Michel. Auf Empfehlung von Hans Hillmann wurde Schmidt in die Gruppe aufgenommen und erhielt über sie in den Folgejahren zahlreiche Aufträge, wie die Gestaltung von Plakaten und Programmheften für die beiden Filmverleiher Neue Filmkunst Walter Kirchner und Atlas Film. Seine Filmplakate aus den 1960er Jahren für Die schmutzigen Hände 1960 (Regie: Jean-Paul Sartre), Capriolen 1963 (Regie: Gustaf Gründgens), Killing 1966 (Regie: Stanley Kubrick), Hamlet 1966 (Regie: Laurence Olivier) und M Eine Stadt jagt einen Mörder 1966 (Regie: Fritz Lang) zählen zu den Höhepunkten deutscher Plakatgestaltung.
Schmidt gestaltete – neben den Ausstellungs- und Filmplakaten – Bücher, Firmenkataloge, visuelle Erscheinungsbilder und Orientierungssystemen. Für die Stadtbahn Frankfurt am Main entwickelte Schmidt Mitte der 1960er Jahre das Stadtbahnzeichen, das Orientierungssystem und den Netzplan. Für den Buchhändler und Galeristen Wendelin Niedlich in Stuttgart gestaltet er ab 1960 alle Drucksachen (Briefbogen, Visitenkarte, Lesezeichen, Anzeigen, Postkarten, Packpapier, Stempel) und für die Firma Vitsoe & Zapf entwickelte er ein variables Zeichen aus farbigen Klebepunkten.

### lebenszeichen
Ab 1972 entwickelte Schmidt ein serielles Bild- und Textsystem, das er lebenszeichen nannte. Er bezog sich dabei auf den menschlichen Körper (Auge, Ohr, Mund, Nase, Hand …), aber nicht nur. In unterschiedlichen Medienformaten wie Künstlerbuch, Mappenwerk und Plakatserie veröffentlichte er die lebenszeichen in immer wieder neuen Kombinationen, Überlagerungen und Reihungen. Diese künstlerisch-gestalterische Arbeit nannte er „zweckfreie arbeit“, da sie ohne Auftraggeber entstand. Bernard Safarik porträtierte Wolfgang Schmidt 1980 für den Hessischen Rundfunk in der Sendung 7 x Kunst – Neues aus hessischen Ateliers und stellte die lebenszeichen vor.
Für den Süddeutschen Rundfunk Stuttgart schrieb er 1976 das Typoskript lebenszeichen hören. Es war der Versuch, das visuelle Zeichensystem seiner lebenszeichen Hörern einer Radiosendung verbal verständlich zu machen.

## Lehrtätigkeit
Wolfgang Schmidt unterrichtete als Dozent und Gastprofessor an der Werkschule Reykjavík, Island (1957), der Universität Bath, England (1969), der Hochschule für Gestaltung Offenbach (1970), der Hochschule für bildende Künste Kassel (1971–1974), der Hochschule Hamburg, (1975), der Merz-Akademie Stuttgart (1984–1986), der Fachhochschule Darmstadt (1984–1986) und an der Universität der Künste Berlin (1986).

## Nachlass
Der Nachlass von Wolfgang Schmidt befindet sich seit 1990 zur wissenschaftlichen Bearbeitung an der Hochschule für Gestaltung in Offenbach am Main bei Friedrich Friedl.

## Werk

### Buch
- buch 5.1: falter. Verlag Wendelin Niedlich, Stuttgart 1964
- buch 7: quadratschnitte. typos verlag, frankfurt am main 1966
- buch 8: lilli. Neuauflage 50 Exemplare, Materialis Verlag, Frankfurt am Main 1984, ISBN 978-3-88535-094-1
- buch 12: Oh ihr verdammten Arschlöcher. 1970–1972. Verlag Wendelin Niedlich, Stuttgart 1972[10]
- buch 13: lyrikbändchen. verlag -- hainerweg 54, 6072 dreiech, 1977
- buch 14: stellt Euch nicht so an. verlag -- hainerweg 54, 6072 dreiech, 1977
- buch 15: blindmuster. verlag -- hainerweg 54, 6072 dreiech, 1977
- buch 19: undsoweiter. galerie patio verlag, Neu-Isenburg 1989.
- buch 21: neu. edition experiment, slu slusallek, friedberg 1984
- vielfarbengedicht. typos verlag, frankfurt am main 1963

### Radio
- lebenszeichen hören. Typoskript für eine Radiosendung im Süddeutschen Rundfunk Stuttgart, 28 Blätter DIN A4 und DIN A3, Dreieich 1977.

### Mappe
- worte machen. eschenau summer press, publications 23, eschenau 1985.
- levenstekens / signs of life / lebenszeichen. Mappe mit 15 Blättern à 42 × 59,5 cm, Print Gallery Pieter Brattinga, Amsterdam 1975.
- serie 19. 13 buchdrucke und 1 vorwort von franz mon. Edition Hansjörg Mayer, Stuttgart 1967.

## Ausstellungen
Schmidts zweckfreie Arbeiten wurden in zahlreichen Zeitschriften, Ausstellungen, Ausstellungskatalogen und Büchern – auch zur konkreten Kunst und visuellen Poesie – veröffentlicht.

### Einzelausstellungen
- 1959: Galerie Zwirner, Essen.
- 1961: Galerie Niedlich, Stuttgart; Galerie dato, Frankfurt am Main.
- 1963: Galerie d, Frankfurt am Main.
- 1965: wolfgang schmidt – serien, Galerie Baier, Mainz.
- 1966: Galerie Dawo, Düsseldorf; Galerie situationen 60, Berlin.
- 1967: Galerie Loehr, Frankfurt.
- 1967: wolfgang schmidt – serien, Galerie Schütze, Bad Godesberg.
- 1969: Galerie Lichter, Frankfurt; Kunsthalle Nürnberg.
- 1974: wolfgang schmidt 24 blätter, Galerie Niedlich, Stuttgart.
- 1975: levenstekens / signs of life / lebenszeichen, Print Gallery, Amsterdam.
- 1977: lebenszeichen bei Modus, Berlin.[11]
- 1979: lebenszeichen und andere sachen, Kunstverein Frankfurt am Main.
- 1981: lebenszeichen und andere sachen, Institut für Neue Technische Form, Darmstadt.
- 1982: um die insel gehen, Werkstatt Galerie, Frankfurt am Main
- 1984: Ausstellung seiner Serien, Bücher und Projektionen, Galerie Hoffmann, Friedberg.
- 1985: blätter und bücher, Vitsoe, Frankfurt am Main.
- 1992: Wolfgang Schmidt – Buch, Plakat, Foto, Schrift undsoweiter. Deutscher Werkbund, Frankfurt am Main.

### Gruppenausstellungen
- 1962: novum-graphik, mit Karl Oskar Blase, Hans Hillmann im Kunstverein Kassel
- 1963: Werbegrafik 1920–1930. Grafische, typografische, fotografische Experimente der 20er Jahre. Göppinger Galerie Frankfurt am Main.
- 1963: Schrift und Bild. 1. Internationale Kunstdidacta, Stedelijk Museum Amsterdam, Staatliche Kunsthalle Baden-Baden
- 1964: Teilnahme an der documenta III in Kassel
- 1965: Typomundus 20. International Center for the Typographic Arts (ICTA), New York.
- 1971: Konkrete Poesie? Stedelijk Museum Amsterdam, Württembergischer Kunstverein Stuttgart und Institut für moderne Kunst Nürnberg.
- 1987: – auf ein Wort! Aspekte visueller Poesie und visueller Musik. Gutenberg-Museum Mainz.
- 2014: Kasseler Konzepte, Konkretionen, Konstruktionen Teil 1, Friedhelm Tschentscher und Wolfgang Schmidt, Galerie Hoffmann, Friedberg.
- 2015 / 2016: Kasseler Konzepte, Konkretionen, Konstruktionen Teil 2, Galerie Hoffmann, Friedberg.
- 2017: Serielle Formationen 1967/2017. Daimler Contemporary Berlin, 2017.[12]
- 2020: Piktogramme, Lebenszeichen, Emojis: Die Gesellschaft der Zeichen. Leopold-Hoesch-Museum, Düren.[13]

## Ausstellungskataloge
- Gruppe Kassel. Ausstellung im Kasseler Kunstverein, Kassel 1955.
- Ausstellungskatalog zur documenta III (1964) in Kassel: Band 3, Industrial Design, Graphik, Kassel/Köln 1964.
- Schrift und Bild. 1. Internationale Kunstdidacta, Stedelijk Museum Amsterdam, Staatliche Kunsthalle Baden-Baden, 1963, Konzeption und Redaktion von Ausstellung und Katalogbuch: Dietrich Mahlow; Plakat- und Kataloggestaltung: Wolfgang Schmidt.
- Typomundus 20. Ein Projekt des International Center of the Typographic Arts (ICTA), New York, Reinhold Publishing Corporation New York, Studio Vista Ltd. London und Otto Maier Verlag, Ravensburg 1966.
- Liesbeth Crommelin: ? klankteksten konkrete poezie. ? sound texts concrete poetry visual texts. ? akustische texte konkrete poesie visuelle texte. Stedelijk Museum, Amsterdam 1971.
- Michael Glasmeier: buchstäblich wörtlich wörtlich buchstäblich. Eine Sammlung konkreter und visueller Poesie der sechziger Jahre in der Nationalgalerie, Berlin 1987, ISBN 3-88609-209-7, S. 89.
- Dietrich Mahlow (Hrsg.): – auf ein Wort! Aspekte visueller Poesie und visueller Musik. Gutenberg-Museum, Mainz 1987, ISBN 3-921524-64-4.
- Renate Wiehager (Hrsg.): Serielle Formationen 1967/2017. Re-Inszenierung der ersten deutschen Ausstellung internationaler minimalistischer Tendenzen. Snoeck Verlagsgesellschaft, Köln 2017, ISBN 978-3-86442-215-7.

## Zeitschriften und Magazine
- form – Zeitschrift für Gestaltung, Heft 138, II 1992, Leverkusen, S. 60.
- form – Zeitschrift für Gestaltung, Heft 145, I 1995, Leverkusen, S. 78.
- HQ High Quality – Zeitschrift über das Gestalten, das Drucken und das Gedruckte, Heft 21, 3/1991, Heidelberg, S. 56 ff.
- PRO 24 – ein schriftlicher Vorgang. Jahrbuch für aktuelle literarische Tendenzen herausgegeben von Hansjürgen Bulkowski, Düsseldorf 1974, o. S.
- PRO 25 – Jahrbuch für Mitteilungssysteme. Herausgegeben von Hansjürgen Bulkowski, Düsseldorf 1975, o. S.
- PRO 26 – Jahrbuch für Mitteilungssysteme. Herausgegeben von Hansjürgen Bulkowski, Düsseldorf 1976, o. S.
- PRO 27 – Jahrbuch für Mitteilungssysteme. Herausgegeben von Hansjürgen Bulkowski, Düsseldorf 1977, o. S.
- OETZ – Zeitschrift im Fachbereich Design an der Fachhochschule Düsseldorf, Verantwortlich: Helmut Schmidt Rhen, Heft 2, Juni 1980, S. 41–43.